# Sanctuaire de Cunéy
Le Sanctuaire de Cunéy (également le Sanctuaire Notre-Dame-des-Neiges) se trouve dans la combe de Cunéy, au pied du Pic du Merlo, dans le haut vallon de Saint-Barthélemy, en amont du chef-lieu de Nus (dans la moyenne Vallée d'Aoste), dans les Alpes pennines italiennes, à 2 656 mètres d'altitude.
Près du sanctuaire se situe le refuge-oratoire de Cunéy.

## Histoire
Selon la légende, des bergers trouvèrent un jour sur leur chemin dans la combe de Cunéy une statue de la Sainte Vierge et décidèrent de la porter à Lignan (le hameau principal du vallon de Saint-Barthélemy). Mais la statue retourna à sa place ; ils comprirent alors qu'il s'agissait d'un signe, et commencèrent à bâtir un sanctuaire sur ce lieu sacré. Le premier édifice fut consacré le 26 juillet 1659, tandis que l'édifice actuel a été consacré le 25 août 1869.

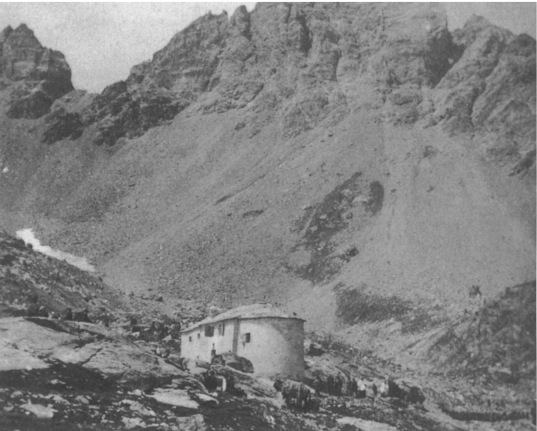
Le sanctuaire de Cunéy en 1892.